# Horizontale integratie
Horizontale integratie (ook wel horizontale expansie of parallellisatie genoemd) is het uitbreiden of samenvoegen van activiteiten van organisaties (profit en non-profit) naar of van een andere bedrijfs- of activiteiten kolom, waarbij de activiteiten zich op gelijke hoogte in de kolom bevinden. In de praktijk betekent dit dat een bedrijf het assortiment verbreedt, of dat een dienstenorganisatie haar aanbod van diensten uitbreidt.
Voorbeelden zijn de fietsenmaker die scooters gaat verkopen maar ook Facebook dat Instagram koopt om een ander publiek te bereiken, of een organisatie als Intratuin die naast planten en bloemen ook dierbenodigdheden is gaan verkopen.

## Doelen
Het doel hierbij kan zijn:
- Winstmaximalisatie
- Vergroten van de omvang van het bedrijf of organisatie
- Realisatie van schaalvoordelen
- Diversifiëren  van producten of diensten
- Inperking concurrentie
- Het minder afhankelijk worden van een type product of dienst
- Toegang verkrijgen tot nieuwe klanten of markten.

## Methodes
Methode zijn aankoop van andere producten of inkoop van andere diensten maar ook grootschaliger door verdere samenwerking middels vorming van allianties, joint ventures, fusies of het doen van overnames.

## Risico’s / nadelen horizontale  integratie
- Samenvoeging of samenwerking  met andere bedrijven of organisaties lukt niet vanwege cultuurverschillen
- Te geringe kennis van het product of de overgenomen organisatie
- Een te hoge ambitie in combinatie met te hoge financiële risico’s waardoor de assortimentsverbreding tot een faillissement kan leiden.
- Verregaande horizontale integratie kan een monopolie positie doen ontstaan.